# Begonia scortechinii
Espèce
Synonymes
- Begonia kunstleriana King[1]
- Begonia scortechinii var. kunstleriana (King) Ridl.[1]

Begonia scortechinii est une espèce de plantes de la famille des Begoniaceae.
L'espèce fait partie de la section Platycentrum.
Elle a été décrite en 1902 par George King (1840-1909).

## Répartition géographique
Cette espèce est originaire du pays suivant : Malaisie.

## Liste des variétés
Selon Tropicos (23 février 2017) (Attention liste brute contenant possiblement des synonymes) :
- variété Begonia scortechinii var. kunstleriana Ridl.
- variété Begonia scortechinii var. scortechinii